# 1871 في الجزائر
فيما يلي قوائم الأحداث التي وقعت خلال عام 1871 في الجزائر.

## الحكم
- .الإحتلال الفرنسي

## الأحداث
- 17 أبريل معركة ماقورة أسفرت عن قتل فيها أزيد من مائتي مقاوم جزائري